# Buka Entertainment
Buka Entertainment (Russisch: Бука) is een Russische computerspelontwikkelaar en -uitgever. Het is sinds 2008 eigendom van 1C Company.

## Ontwikkelde games
Dit is de lijst van spellen ontwikkeld door Buka Entertainment:
| Titel                  | Release           | Platform                    |
| ---------------------- | ----------------- | --------------------------- |
| Vangers                | 25 maart 1998     | Microsoft Windows           |
| Gromada                | 19 juni 2000      | Microsoft Windows           |
| Echelon                | 17 mei 2001       | Microsoft Windows           |
| Paradise Cracked       | 24 september 2002 | Microsoft Windows           |
| Hard Truck: Apocalypse | 26 juni 2006      | Microsoft Windows           |
| MorphX                 | 24 september 2010 | Xbox 360, Microsoft Windows |